# Sinclair Broadcast Group
Sinclair Broadcast Group, Inc. (SBG) là một tập đoàn truyền thông Hoa Kỳ do gia đình nhà sáng lập Julian Sinclair Smith sở hữu. Trụ sở công ty nằm ở vùng ngoại ô Baltimore ở Cockeysville, Maryland. Đây là công ty có số lượng đài phát sóng truyền hình lớn thứ hai nước Mỹ với tổng cộng 193 đài.
Một nghiên cứu năm 2019 công bố trên tạp chí American Political Science Review cho thấy "các đài truyền hình do Sinclair sở hữu giảm thời lượng phát sóng về các chủ đề chính trị địa phương, tăng thời lượng phát sóng về các chủ đề toàn quốc và có xu hướng thiên bảo thủ so với các đài khác."